# Starożytności Rzymskie
Starożytności Rzymskie (oryg. fr. Les Antiquités de Rome) – tom sonetów Joachima du Bellaya wydany po raz pierwszy w 1558. 

## Okoliczności powstania utworu
Du Bellay napisał Starożytności Rzymskie w czasie podróży do Rzymu, jaką odbył ze swoim wujem Jeanem, kardynałem, jako jego osobisty sekretarz i intendent. Poeta, mając początkowo nadzieję na zrobienie dzięki protekcji krewnego kariery w dyplomacji, szybko uznał te marzenia za nierealne, a swoją pracę za nudną i niepotrzebną. Dodatkowym źródłem rozczarowania było zetknięcie się z hipokryzją i upadkiem norm moralnych, jaki cechował otoczenie papieża i kardynałów, jak i widok ruin starożytnego Rzymu, opiewanego i idealizowanego przez francuskich humanistów. 

## Treść
Du Bellay rozpoczyna cykl zapowiedzią, że zostanie w nim przedstawiona cała wielkość i późniejszy upadek Rzymu. Gloryfikuje nieistniejące imperium i mieszkających w nim ludzi, porównując ich do olbrzymów ducha i intelektu. Nawiązuje do szeregu epizodów z historii Rzymu, które prowadzą go do wniosku, że miasta takiego, jakim był Rzym, w historii nie było i więcej nie będzie. Wspomina wielkich twórców antycznych, których dzieła parafrazuje w niektórych sonetach. Podmiot liryczny jest pełen zachwytu i dumy z tego, że swoją twórczością może kontynuować ich dzieło. Nastrój ten stopniowo ustępuje jednak miejsca smutkowi - podmiot liryczny uzmysławia sobie, że wszystko, co wychwalał, należy już do przeszłości, w dodatku może zostać całkowicie zapomniane. 
Kontemplacja kolejnych zrujnowanych zabytków z czasów rzymskich doprowadza podmiot liryczny do ogólnej refleksji nad kruchością wszystkich dzieł człowieka, przemijaniem najwspanialszych nawet osiągnięć i nieuniknioną ruiną całych cywilizacji. Łączy przemijanie wytworów kultury z procesami zachodzącymi w naturze.  